# 磨伸映一郎
磨伸 映一郎（ましん えいいちろう）は、日本の漫画家、脚本家。『まんが4コマぱれっと』（一迅社）にて『氷室の天地 Fate/school life』を連載中。

## 略歴
眼鏡と映画・オールドゲームやオールドアニメに関するネタを強みとする芸風。アマチュア時代は「魔神破天荒（ましんはてんこう）」というペンネームを使用していたが、商業で描いていく上でこのペンネームでいいのかと思った事、姓名判断で画数が最悪と占われた事、他作家と間違われる事があった事から改名。自画像のモチーフはフラットウッズ・モンスター。
アマチュア時代の同人活動では格闘ゲーム系を経てギャルゲー系に移行。この頃に眼鏡属性が開花し「眼鏡っ娘好き」としての活動を開始。ラポートの編集局長だった小牧雅伸に見いだされ、2002年に商業アンソロジー作家としてデビュー。そのラポートを皮切りにスクウェア・エニックス、一迅社、宙出版と、各社刊行のアンソロジーに参加。
2006年には、一迅社の4コマ雑誌『まんが4コマKINGSぱれっと』Vol.2より『氷室の天地 Fate/school life』の連載を開始。
2011年頃より角川書店での活動も始め、ドラマCDの脚本も手がけるようになる。
アナログゲームの愛好家でもあり、その縁もあってか2017年よりグループSNEが刊行する雑誌『ゲームマスタリーマガジン』内にアナログゲーム紹介漫画の連載を始め、正体隠匿型アナログゲーム『シャドウレイダーズ』などのイラストも担当した。
所属同人サークルは「んじゃめな本舗」。名付けの由来は「『ん』から始まるサークル名なら同人イベントのパンフでサークルリストの最後尾に来るから目立つ」のが理由の一つと語っている。

## 作風
持ち味は「パロディ」を多用する芸風だが、一口にパロディと言っても「どうひねるのか」「如何（いか）にして意外性を持たせるのか」を忘れてしまうと、単に誰でも知ってるスラング的なものを羅列しているだけ……という事になってしまうため、ネタの調理の仕方には気をつけていると語っている。

## 作品リスト

### 連載中
- アナゲ超特急（グループSNE「ゲームマスタリーマガジン」→「GMウォーロック」掲載）

### 連載終了
- 氷室の天地 Fate/school life（一迅社「まんが4コマぱれっと」掲載→「月刊Comic REX」掲載）
- 氷室の天地 Fate/school life 番外編 マキジ大作戦
- 氷室の天地 Fate/school life 番外編 マキジ大作戦RIZING
- Fate/Grand Order Duel YA特異点 密室遊戯魔境 渋谷 渋谷決闘事件（ヤングエース掲載）
- 氷室行進曲 冬木Game Over（一迅社「まんが4コマぱれっと」休刊と共に終了）

### 漫画単行本
- 『月の彼方、永遠の眼鏡』（一迅社）
  1. 2006年3月25日発売 ISBN 978-4758003056
  2. 2010年1月22日発売 ISBN 978-4758005340
- 『月光はレンズを越えて』（宙出版） 2006年12月27日発売 ISBN 978-4776721130
- 『月光はレンズを越えて 改二』（一迅社） 2014年4月22日発売 ISBN 978-4758008020
- 『氷室の天地 Fate/school life』（一迅社）
  1. 2008年1月22日発売 ISBN 978-4758080064
  2. 2009年2月22日発売 ISBN 978-4758080293
  3. 2010年1月22日発売 ISBN 978-4758080675
  4. 2011年3月25日発売 ISBN 978-4758081139
  5. 2012年1月21日発売 ISBN 978-4758081399
  6. 2013年5月22日発売 ISBN 978-4758081771／限定版（ドラマCD付属） ISBN 978-4758081788
  7. 2014年4月22日発売 ISBN 978-4758082044／特装版（ドラマCD『ダイスは霧の中に』付属） ISBN 978-4758082051
  8. 2015年5月22日発売 ISBN 978-4758082310／特装版（ラバーストラップ付属） ISBN 978-4758082327
  9. 2015年12月22日発売 ISBN 978-4758082525／特装版（ドラマCD『おいしい生活』付属） ISBN 978-4758082532
  10. 2017年3月2日発売 ISBN 978-4-7580-8278-5／特装版(『ひむてんマテリアル』付属) ISBN 978-4-7580-8279-2
  11. 2018年1月22日発売 ISBN 978-4758083010／特装版(ドラマCD『突発TMらじお』付属) ISBN 978-4758083027
  12. 2019年7月22日発売 ISBN 978-4758083317／特装版(ドラマCD『ペイ・フォワード』付属) ISBN 978-4758083324
  13. 2020年8月24日発売 ISBN 978-4758083522／特装版(『ひむてんマテリアルⅡ』付属) ISBN 978-4758083539
  14. 2021年7月20日発売 ISBN 978-4758083683／特装版(『ひむてんマテリアルⅢ』付属) ISBN 978-4758083690
  15. 2022年7月22日発売 ISBN 978-4758069885／特装版(『15周年突破記念公式同人誌』付属) ISBN 978-4758069892
- 『Fate/Grand Order Duel YA特異点 密室遊戯魔境 渋谷 渋谷決闘事件』（KADOKAWA）2020年3月11日発売 ISBN 978-4041084915
- 『Fate/Grand Order Duel YA特異点 密室遊戯魔境 渋谷 渋谷決闘事件 「Fate/Grand Order Duel -collection figure-」付き限定版』2020年3月3日発売 ISBN 978-4041084922
- 『アナゲ超特急』（新紀元社）
  1. 『アナゲ超特急』2021年12月18日発売 ISBN 978-4-7753-1974-1
  2. 『アナゲ超特急サザンクロス』2024年5月31日発売 ISBN 978-4-7753-2158-4

### ドラマCD
- Fate/Zero『アルトリア・ロマンス』（角川書店「コンプティーク」2012年7月号特典）
- Fate/Prototype『船上のメリークリスマス殺人事件』（角川書店「コンプティーク」2012年12月号特典）
- Fate/EXTRA『とびだせ！史上最大！月面横断ウルトラクイズ』（角川書店「コンプティーク」2013年4月号特典）
- Fate/hollow ataraxia『あるいは怪物という名の食卓』（角川書店「コンプティーク」2014年8月号特典）
- FateクロスオーバードラマCD『バタフライ・エフェクト』（角川書店「TYPEMOONエース」Vol.10特典）
- Fate/Grand Order『The Blue Bird』（角川書店「コンプティーク」2016年4月号特典）

### ゲーム
- 『フェイト/タイガーころしあむ』（カプコン 2007年9月13日発売、一部シナリオを担当）
- 『フェイト/タイガーころしあむアッパー』（カプコン 2008年8月28日発売、一部シナリオを担当）
- 『路地裏さつき』（TYPE-MOON 2013年4月1日のエイプリルフール企画。一部シナリオを担当）
- 『シャドウレイダーズ』(グループSNE/Cosaic 2018年5月11日発売、キャラクターデザイン・イラストを担当)
- 『シャドウレイダーズ拡張パック　女王陛下の飛行船』(グループSNE/Cosaic 2019年5月31日発売、キャラクターデザイン・イラストを担当)
- 『ソーシャル・トレイン　大迷惑列車』(グループSNE 2020年8月25日発売、キャラクターデザイン・イラストを担当)

### アニメ
- Fate/Grand Order × 氷室の天地 ～7人の最強偉人篇～（ufotable、2017年12月31日放送、ストーリー原案・キャラクター原案・ネームを担当）